# Dolman

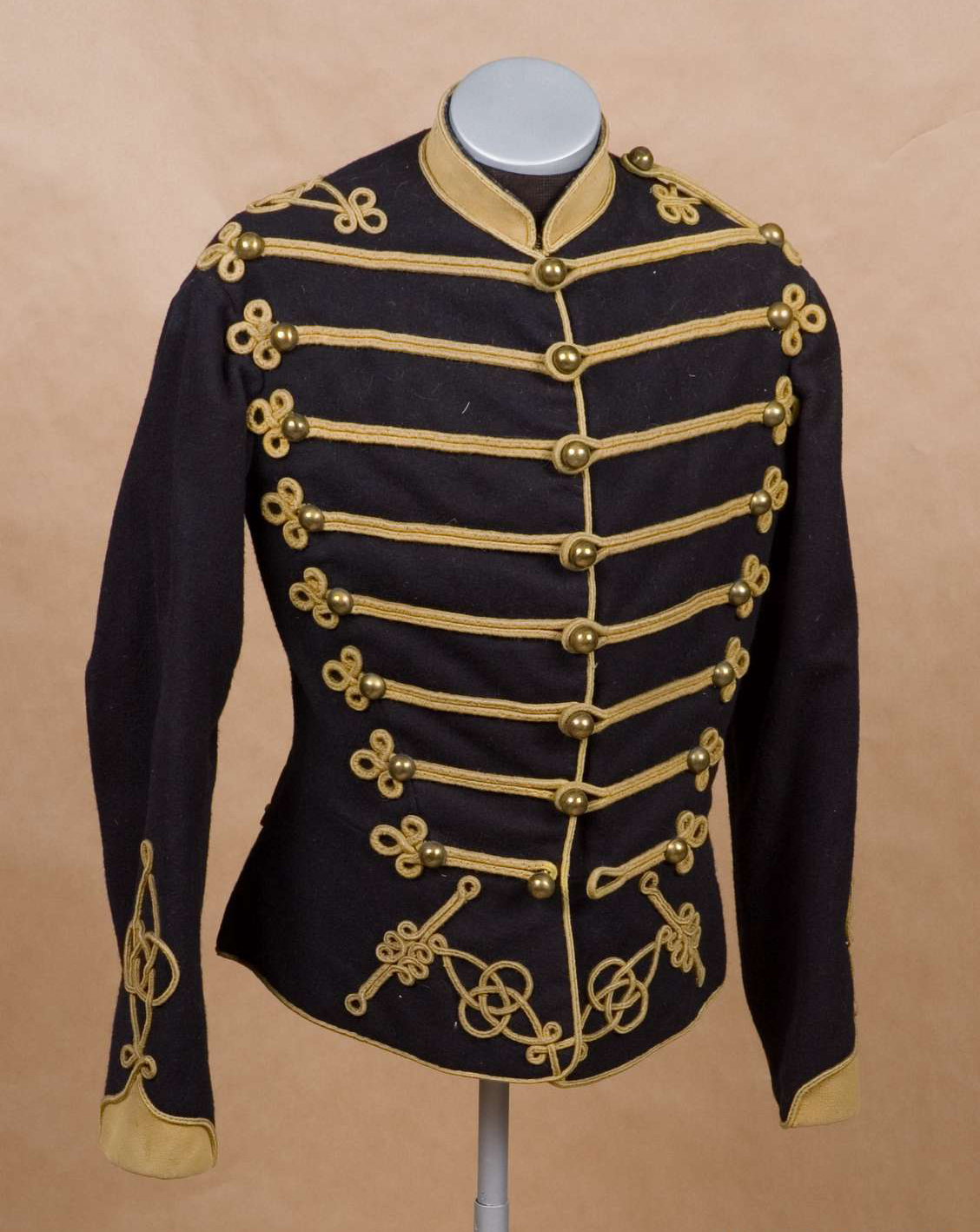
Dolma m/1872 för menig vid Smålands husarregemente.

Dolman eller Dolma är en kort, tätt åtsittande, uniformsrock vilken hörde till husarernas uniform. Den knäpps framtill med snöröglor och små pinnar eller kulknappar.
På 1870-talet fanns det även en regnkappa för kvinnor och barn med samma namn.

## Etymologi
Namnet kommer från turkiskans dolaman vilket betecknar en lång vid klädnad med snäva ärmar.

## Galleri

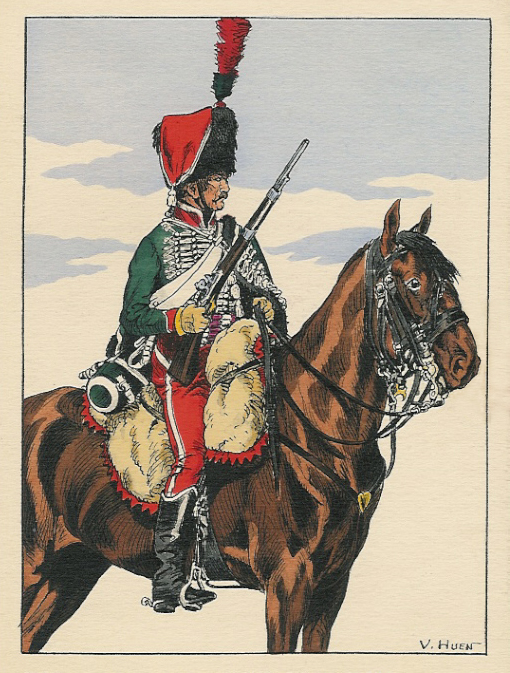
Fransk husar 1804 iförd dolma.
Magnus Brahe i dolma 1831.